# Liste des monuments historiques des départements français d'Algérie
Cet article recense les monuments historiques des départements  d'Algérie, anciennes divisions administratives de l'Algérie française, de 1848 à 1962.

## Statistiques

### Nombre d'édifices
Les départements d'Algérie comptaient 292 édifices comportant au moins une protection au titre des monuments historiques,,,.
Le graphique suivant résume le nombre d'actes de protection par décennies (ou par année avant 1910) :

## Liste

### Département d'Alger
| Monument                                                   | Commune                      | Adresse             | Coordonnées                      | Notice | Protection | Date | Illustration                                               |
| ---------------------------------------------------------- | ---------------------------- | ------------------- | -------------------------------- | ------ | ---------- | ---- | ---------------------------------------------------------- |
| Tombeaux mégalithiques sur le plateau de Beni-Messous      | Aïn Benian (ex-Guyotville)   |                     | à géolocaliser                   |        | Classé     | 1900 | Image manquante Téléverser                                 |
| Tombeaux mégalithiques                                     | Aïn Benian (ex-Guyotville)   |                     | à géolocaliser                   |        | Classé     |      | Image manquante Téléverser                                 |
| Villa Mahieddine                                           | Alger                        |                     | à géolocaliser                   |        | Classé     | 1927 | Image manquante Téléverser                                 |
| Vestiges des fortifications dites du bastion XI            | Alger                        |                     | à géolocaliser                   |        | Classé     | 1930 | Image manquante Téléverser                                 |
| Immeuble                                                   | Alger                        | rue Bab-Azzoun      | à géolocaliser                   |        | Classé     | 1900 | Image manquante Téléverser                                 |
| Maison du Kasnadj (Dar Hassan Pacha)                       | Alger                        |                     | 36° 47′ 07″ nord, 3° 03′ 40″ est |        | Classé     | 1887 | Maison du Kasnadj (Dar Hassan Pacha)                       |
| Maison du Dar-Souf                                         | Alger                        |                     | à géolocaliser                   |        | Classé     | 1887 | Maison du Dar-Souf                                         |
| Maison de Moustapha-Pacha                                  | Alger                        | rue de l'État-Major | à géolocaliser                   |        | Classé     | 1887 | Image manquante Téléverser                                 |
| Grande mosquée d'Alger ou Djamaa-el-Kebir                  | Alger                        |                     | 36° 47′ 07″ nord, 3° 03′ 51″ est |        | Classé     | 1887 | Grande mosquée d'Alger ou Djamaa-el-Kebir                  |
| Mosquée Djemaa el-Djedid                                   | Alger                        |                     | 36° 47′ 06″ nord, 3° 03′ 47″ est |        | Classé     | 1887 | Mosquée Djemaa el-Djedid                                   |
| Mosquée Sidi Abderrahmane                                  | Alger                        |                     | à géolocaliser                   |        | Classé     | 1887 | Image manquante Téléverser                                 |
| Porte turque de l'arsenal                                  | Alger                        |                     | à géolocaliser                   |        | Classé     | 1887 | Image manquante Téléverser                                 |
| Kasbah                                                     | Alger                        |                     | à géolocaliser                   |        | Classé     | 1887 | Image manquante Téléverser                                 |
| Dolmens à la Pointe-Pescade                                | Attatba                      |                     | à géolocaliser                   |        | Classé     | 1900 | Image manquante Téléverser                                 |
| Citernes sous la caserne                                   | Cherchell                    |                     | à géolocaliser                   |        | Classé     | 1900 | Image manquante Téléverser                                 |
| Restes de l’amphithéâtre                                   | Cherchell                    |                     | à géolocaliser                   |        | Classé     | 1900 | Image manquante Téléverser                                 |
| Restes de thermes                                          | Cherchell                    |                     | à géolocaliser                   |        | Classé     | 1900 | Image manquante Téléverser                                 |
| Aqueduc                                                    | Cherchell                    |                     | à géolocaliser                   |        | Classé     | 1900 | Image manquante Téléverser                                 |
| Dolmen                                                     | Djelfa                       |                     | à géolocaliser                   |        | Classé     | 1900 | Image manquante Téléverser                                 |
| Mausolée royal de Maurétanie, dit Tombeau de la chrétienne | Hadjout (ex-Marengo)         |                     | 36° 34′ 29″ nord, 2° 33′ 11″ est |        | Classé     | 1900 | Mausolée royal de Maurétanie, dit Tombeau de la chrétienne |
| Aqueduc                                                    | Sidi Amar (ex-Zurich)        |                     | à géolocaliser                   |        | Classé     | 1900 | Image manquante Téléverser                                 |
| Monument funéraire                                         | Djouab                       |                     | à géolocaliser                   |        | Classé     | 1900 | Image manquante Téléverser                                 |
| Territoires et monuments de l'antique Rapidum              | Djouab                       |                     | à géolocaliser                   |        | Classé     | 1900 | Image manquante Téléverser                                 |
| Monument funéraire                                         | Sour El-Ghozlane (ex-Aumale) |                     | à géolocaliser                   |        | Classé     | 1900 | Image manquante Téléverser                                 |
| Bâtiment du génie militaire                                | Sour El-Ghozlane (ex-Aumale) |                     | à géolocaliser                   |        | Classé     |      | Image manquante Téléverser                                 |
| Château d'eau                                              | Tipaza                       |                     | à géolocaliser                   |        | Classé     | 1900 | Image manquante Téléverser                                 |
| Restes de théâtre                                          | Tipaza                       |                     | à géolocaliser                   |        | Classé     | 1900 | Restes de théâtre                                          |
| Sarcophages et fragments antiques                          | Tipaza                       |                     | à géolocaliser                   |        | Classé     | 1900 | Sarcophages et fragments antiques                          |
| Restes d'une basilique et cimetière                        | Tipaza                       |                     | à géolocaliser                   |        | Classé     | 1900 | Restes d'une basilique et cimetière                        |
| Ruines d'un prétoire                                       | Tipaza                       |                     | à géolocaliser                   |        | Classé     | 1900 | Image manquante Téléverser                                 |
| Château d'eau                                              | Tipaza                       |                     | à géolocaliser                   |        | Classé     | 1900 | Image manquante Téléverser                                 |

### Département de Constantine
| Monument                                                                                  | Commune                      | Adresse                                                                      | Coordonnées                      | Notice | Protection | Date         | Illustration                                                      |
| ----------------------------------------------------------------------------------------- | ---------------------------- | ---------------------------------------------------------------------------- | -------------------------------- | ------ | ---------- | ------------ | ----------------------------------------------------------------- |
| Citernes d'Hippone                                                                        | Annaba (ex-Bône)             |                                                                              | à géolocaliser                   |        | Classé     | 1900         | Citernes d'Hippone                                                |
| Medracen                                                                                  | Batna                        |                                                                              | à géolocaliser                   |        | Classé     | 1900         | Medracen                                                          |
| Restes de l'enceinte fortifiée de la porte Fouka                                          | Béjaïa (ex-Bougie)           |                                                                              | à géolocaliser                   |        | Classé     | 1930         | Image manquante Téléverser                                        |
| Fort Moussa, dit fort Barral                                                              | Béjaïa (ex-Bougie)           |                                                                              | à géolocaliser                   |        | Classé     | 1930         | Image manquante Téléverser                                        |
| Fort de la Casbah                                                                         | Béjaïa (ex-Bougie)           |                                                                              | à géolocaliser                   |        | Classé     | 1930         | Image manquante Téléverser                                        |
| Porte Dorée ou Porte de la Mer                                                            | Béjaïa (ex-Bougie)           |                                                                              | à géolocaliser                   |        | Classé     | 1900         | Image manquante Téléverser                                        |
| Thermes                                                                                   | Biskra                       |                                                                              | à géolocaliser                   |        | Classé     | 1900         | Image manquante Téléverser                                        |
| Dolmen                                                                                    | Bologhine (ex-Sainte-Eugène) |                                                                              | à géolocaliser                   |        | Classé     | 1900         | Image manquante Téléverser                                        |
| Fragments antiques et inscriptions dans le square                                         | Constantine                  |                                                                              | à géolocaliser                   |        | Classé     | 1900         | Image manquante Téléverser                                        |
| Aqueduc                                                                                   | Constantine                  |                                                                              | à géolocaliser                   |        | Classé     | 1900         | Image manquante Téléverser                                        |
| Tombeau de Praecilius                                                                     | Constantine                  |                                                                              | à géolocaliser                   |        | Classé     | 1900         | Image manquante Téléverser                                        |
| Inscription des martyrs saint Jacques et saint Marius                                     | Constantine                  |                                                                              | à géolocaliser                   |        | Classé     | 1900         | Image manquante Téléverser                                        |
| Dolmen                                                                                    | Djebel-Mazala                |                                                                              | à géolocaliser                   |        | Classé     | 1900         | Image manquante Téléverser                                        |
| Dolmen                                                                                    | Djebel-Ksaïbi                |                                                                              | à géolocaliser                   |        | Classé     | 1900         | Image manquante Téléverser                                        |
| Arc de triomphe de Marc-Aurèle et de Julia Domna                                          | Djemila                      |                                                                              | à géolocaliser                   |        | Classé     | 1900         | Image manquante Téléverser                                        |
| Temple de la Victoire                                                                     | Djemila                      |                                                                              | à géolocaliser                   |        | Classé     | 1900         | Image manquante Téléverser                                        |
| Théâtre                                                                                   | Djemila                      |                                                                              | à géolocaliser                   |        | Classé     | 1900         | Image manquante Téléverser                                        |
| Restes de l'enceinte                                                                      | Djemila                      |                                                                              | à géolocaliser                   |        | Classé     | 1900         | Image manquante Téléverser                                        |
| Fontaine                                                                                  | Djemila                      |                                                                              | à géolocaliser                   |        | Classé     | 1900         | Image manquante Téléverser                                        |
| Portes de ville                                                                           | Djemila                      |                                                                              | à géolocaliser                   |        | Classé     | 1900         | Image manquante Téléverser                                        |
| Ruines de monuments antiques près du village arabe et sur le plateau au sommet du théâtre | Djemila                      |                                                                              | à géolocaliser                   |        | Classé     | 1900         | Image manquante Téléverser                                        |
| Inscriptions encastrées dans les murs de clôture des jardins                              | Djemila                      |                                                                              | à géolocaliser                   |        | Classé     | 1900         | Image manquante Téléverser                                        |
| Citadelle du fort l'Empereur                                                              | El-Biar                      |                                                                              | à géolocaliser                   |        | Classé     | 1930         | Image manquante Téléverser                                        |
| Pont romain                                                                               | El Kantara                   |                                                                              | à géolocaliser                   |        | Classé     | 1900         | Pont romain                                                       |
| Porte du Caravansérail                                                                    | El Outaya                    |                                                                              | à géolocaliser                   |        | Classé     | 1900         | Image manquante Téléverser                                        |
| Ruines de l'amphitéâtre                                                                   | El Outaya                    |                                                                              | à géolocaliser                   |        | Classé     | 1900         | Image manquante Téléverser                                        |
| Restes d'un théâtre                                                                       | Guelma                       |                                                                              | à géolocaliser                   |        | Classé     | 1900         | Restes d'un théâtre                                               |
| Restes de thermes                                                                         | Guelma                       |                                                                              | à géolocaliser                   |        | Classé     | 1900         | Restes de thermes                                                 |
| Mausolée Souma                                                                            | Khroub                       |                                                                              | à géolocaliser                   |        | Classé     | 1900         | Mausolée Souma                                                    |
| Théâtre de l'antique Thubursicum Numidarum                                                | Khemissa                     |                                                                              | à géolocaliser                   |        | Classé     | 1900         | Théâtre de l'antique Thubursicum Numidarum                        |
| Curie et groupe des monuments qui l'entourent                                             | Khemissa                     |                                                                              | à géolocaliser                   |        | Classé     | 1900         | Image manquante Téléverser                                        |
| Portes                                                                                    | Khemissa                     |                                                                              | à géolocaliser                   |        | Classé     | 1900         | Image manquante Téléverser                                        |
| Tombeaux et nécropoles                                                                    | Khemissa                     |                                                                              | à géolocaliser                   |        | Classé     | 1900         | Image manquante Téléverser                                        |
| Fragments de palais touchant au théâtre                                                   | Khemissa                     |                                                                              | à géolocaliser                   |        | Classé     | 1900         | Image manquante Téléverser                                        |
| Restes d'une basilique                                                                    | Khemissa                     |                                                                              | à géolocaliser                   |        | Classé     | 1900         | Image manquante Téléverser                                        |
| Arc de triomphe de Markouna                                                               | Markouna                     |                                                                              | à géolocaliser                   |        | Classé     | 1900         | Arc de triomphe de Markouna                                       |
| Tombeau antique                                                                           | M'daourouch                  |                                                                              | à géolocaliser                   |        | Classé     |              | Image manquante Téléverser                                        |
| Ruines d'un palais byzantin                                                               | M'daourouch                  |                                                                              | à géolocaliser                   |        | Classé     | 1900         | Ruines d'un palais byzantin                                       |
| Colonne Montagnac                                                                         | Nedromah                     |                                                                              | à géolocaliser                   |        | Classé     | 1911         | Image manquante Téléverser                                        |
| Bains de Pomeianus                                                                        | Oued Athmania                |                                                                              | à géolocaliser                   |        | Classé     | 1900         | Image manquante Téléverser                                        |
| Dolmen                                                                                    | Ouled Rahmoune               |                                                                              | à géolocaliser                   |        | Classé     | 1900         | Image manquante Téléverser                                        |
| Dolmen                                                                                    | Roknia                       |                                                                              | à géolocaliser                   |        | Classé     | 1900         | Image manquante Téléverser                                        |
| Arc de triomphe de Thibilis                                                               | Sellaoua Announa             |                                                                              | à géolocaliser                   |        | Classé     | 1900         | Arc de triomphe de Thibilis                                       |
| Dolmen de Salluste                                                                        | Salluste                     |                                                                              | à géolocaliser                   |        | Classé     | 1911         | Image manquante Téléverser                                        |
| Ruines romaines                                                                           | Sidi-Ferruch                 |                                                                              | à géolocaliser                   |        | Classé     | 1927         | Image manquante Téléverser                                        |
| Porte en bois de la mosquée de Sidi Okba                                                  | Sidi Okba                    |                                                                              | à géolocaliser                   |        | Classé     | 1900         | Porte en bois de la mosquée de Sidi Okba                          |
| Dolmen                                                                                    | Sigue                        |                                                                              | à géolocaliser                   |        | Classé     | 1900         | Image manquante Téléverser                                        |
| Théâtre et fragments d'architecture qu'il renferme                                        | Skikda (ex-Philippeville)    |                                                                              | à géolocaliser                   |        | Classé     | 1900         | Théâtre et fragments d'architecture qu'il renferme                |
| Mausolée romain                                                                           | Souk Ahras                   | Situé sur un terrain domanial dans le douar des Ouled Soukiès, Ksar el-Ahmar | à géolocaliser                   |        | Classé     | 11 mars 1902 | Image manquante Téléverser                                        |
| Statues et fragments antiques déposés au jardin de la commune                             | Souk Ahras                   |                                                                              | à géolocaliser                   |        | Classé     |              | Statues et fragments antiques déposés au jardin de la commune     |
| Arcs de triomphe de Commode et de Septime Sévère                                          | Tazoult (ex-Lambèse)         |                                                                              | à géolocaliser                   |        | Classé     | 1900         | Arcs de triomphe de Commode et de Septime Sévère                  |
| Prætorium et objets d'art, statues et inscriptions qu'il renferme                         | Tazoult (ex-Lambèse)         |                                                                              | à géolocaliser                   |        | Classé     | 1900         | Prætorium et objets d'art, statues et inscriptions qu'il renferme |
| Restes de thermes et mosaïque des stations                                                | Tazoult (ex-Lambèse)         |                                                                              | à géolocaliser                   |        | Classé     | 1900         | Image manquante Téléverser                                        |
| Temple d'Esculape et oratoires bordant la voie qui y conduit                              | Tazoult (ex-Lambèse)         |                                                                              | à géolocaliser                   |        | Classé     | 1900         | Image manquante Téléverser                                        |
| Forum                                                                                     | Tazoult (ex-Lambèse)         |                                                                              | à géolocaliser                   |        | Classé     | 1900         | Image manquante Téléverser                                        |
| Temple de Jupiter, de Junon et de Minerve                                                 | Tazoult (ex-Lambèse)         |                                                                              | à géolocaliser                   |        | Classé     | 1900         | Image manquante Téléverser                                        |
| Bains dits des Chasseurs                                                                  | Tazoult (ex-Lambèse)         |                                                                              | à géolocaliser                   |        | Classé     | 1900         | Image manquante Téléverser                                        |
| Restes de l'amphitéâtre                                                                   | Tazoult (ex-Lambèse)         |                                                                              | à géolocaliser                   |        | Classé     | 1900         | Image manquante Téléverser                                        |
| Ponts                                                                                     | Tazoult (ex-Lambèse)         |                                                                              | à géolocaliser                   |        | Classé     | 1900         | Image manquante Téléverser                                        |
| Statues et fragments antiques dans le jardin du pénitencier                               | Tazoult (ex-Lambèse)         |                                                                              | à géolocaliser                   |        | Classé     | 1900         | Image manquante Téléverser                                        |
| Restes de l'aqueduc                                                                       | Tazoult (ex-Lambèse)         |                                                                              | à géolocaliser                   |        | Classé     | 1900         | Image manquante Téléverser                                        |
| Curie dite Capitole et les deux arcs à l'est du monument                                  | Tazoult (ex-Lambèse)         |                                                                              | à géolocaliser                   |        | Classé     | 1900         | Image manquante Téléverser                                        |
| Nécropole                                                                                 | Tazoult (ex-Lambèse)         |                                                                              | à géolocaliser                   |        | Classé     | 1900         | Image manquante Téléverser                                        |
| Palais des légats et ruines qui l'entourent                                               | Tazoult (ex-Lambèse)         |                                                                              | à géolocaliser                   |        | Classé     | 1900         | Image manquante Téléverser                                        |
| Inscription relatant la réfection des thermes par la 3e légion Augusta                    | Tazoult (ex-Lambèse)         |                                                                              | à géolocaliser                   |        | Classé     | 1900         | Image manquante Téléverser                                        |
| Arc de triomphe de Caracalla                                                              | Tébessa                      |                                                                              | à géolocaliser                   |        | Classé     | 1900         | Image manquante Téléverser                                        |
| Petit temple ou Maison-Carrée                                                             | Tébessa                      |                                                                              | à géolocaliser                   |        | Classé     | 1900         | Image manquante Téléverser                                        |
| Basilique et ruines qui l'entourent                                                       | Tébessa                      |                                                                              | à géolocaliser                   |        | Classé     | 1900         | Image manquante Téléverser                                        |
| Monument hexagonal                                                                        | Tébessa                      | Au nord-est de la Basilique                                                  | à géolocaliser                   |        | Classé     | 1900         | Image manquante Téléverser                                        |
| Porte neuve                                                                               | Tébessa                      |                                                                              | à géolocaliser                   |        | Classé     | 1900         | Image manquante Téléverser                                        |
| Aqueduc                                                                                   | Tébessa                      |                                                                              | à géolocaliser                   |        | Classé     | 1900         | Image manquante Téléverser                                        |
| Mosaïques                                                                                 | Tébessa                      |                                                                              | à géolocaliser                   |        | Classé     | 1900         | Image manquante Téléverser                                        |
| Restes d'un théâtre dans l'enceinte byzantine                                             | Tébessa                      |                                                                              | à géolocaliser                   |        | Classé     | 1900         | Image manquante Téléverser                                        |
| Enceinte byzantine                                                                        | Tébessa                      |                                                                              | à géolocaliser                   |        | Classé     | 1900         | Image manquante Téléverser                                        |
| Restes de citadelles                                                                      | Tiffech                      |                                                                              | à géolocaliser                   |        | Classé     | 1900         | Image manquante Téléverser                                        |
| Arc de triomphe de Trajan                                                                 | Timgad                       |                                                                              | à géolocaliser                   |        | Classé     | 1900         | Arc de triomphe de Trajan                                         |
| Temple de Jupiter                                                                         | Timgad                       |                                                                              | à géolocaliser                   |        | Classé     | 1900         | Image manquante Téléverser                                        |
| Capitole                                                                                  | Timgad                       |                                                                              | à géolocaliser                   |        | Classé     | 1900         | Capitole                                                          |
| Forum                                                                                     | Timgad                       |                                                                              | à géolocaliser                   |        | Classé     | 1900         | Forum                                                             |
| Théâtre                                                                                   | Timgad                       |                                                                              | à géolocaliser                   |        | Classé     | 1900         | Théâtre                                                           |
| Curies                                                                                    | Timgad                       |                                                                              | à géolocaliser                   |        | Classé     | 1900         | Image manquante Téléverser                                        |
| Inscriptions et restes de monuments antiques                                              | Timgad                       |                                                                              | à géolocaliser                   |        | Classé     | 1900         | Inscriptions et restes de monuments antiques                      |
| Basiliques chrétiennes                                                                    | Timgad                       |                                                                              | à géolocaliser                   |        | Classé     | 1900         | Image manquante Téléverser                                        |
| Fort byzantin                                                                             | Timgad                       |                                                                              | à géolocaliser                   |        | Classé     | 1900         | Image manquante Téléverser                                        |
| Territoires et monument de l'antique Diana Veteranorum                                    | Zana                         |                                                                              | 35° 46′ 47″ nord, 6° 04′ 34″ est |        | Classé     | 1900         | Territoires et monument de l'antique Diana Veteranorum            |

### Département d'Oran
| Monument                                                           | Commune                    | Adresse                                      | Coordonnées                        | Notice | Protection | Date | Illustration                                                       |
| ------------------------------------------------------------------ | -------------------------- | -------------------------------------------- | ---------------------------------- | ------ | ---------- | ---- | ------------------------------------------------------------------ |
| Gravures rupestres de la région d'Aflou                            | Aflou                      |                                              | à géolocaliser                     |        | Classé     | 1913 | Gravures rupestres de la région d'Aflou                            |
| Restes d'une villa romaine                                         | Bethioua (ex-Saint-Leu)    |                                              | 35° 48′ 17″ nord, 0° 15′ 35″ ouest |        | Classé     | 1900 | Image manquante Téléverser                                         |
| Monument du Camp des figuiers                                      | El Kerma (ex-Valmy)        |                                              | à géolocaliser                     |        | Classé     | 1912 | Image manquante Téléverser                                         |
| Djeddar                                                            | Frenda                     |                                              | 35° 06′ 47″ nord, 1° 12′ 45″ est   |        | Classé     | 1913 | Djeddar                                                            |
| Tombeau des chasseurs à pied                                       | Nedromah                   |                                              | à géolocaliser                     |        | Classé     | 1911 | Image manquante Téléverser                                         |
| Minaret du Campement militaire                                     | Oran                       | Place de la Perle Sidi El Houari             | 35° 42′ 16″ nord, 0° 39′ 16″ ouest |        | Classé     | 1900 | Minaret du Campement militaire                                     |
| Mosaïques provenant d'une villa romaine de Bethioua (ex-Saint-Leu) | Oran                       | Musée Ahmed Zabana (ex-Demaeght)             | 35° 41′ 45″ nord, 0° 38′ 43″ ouest |        | Classé     | 1900 | Mosaïques provenant d'une villa romaine de Bethioua (ex-Saint-Leu) |
| Mosquée du Pacha.                                                  | Oran                       | Quartier Sidi el Houari                      | 35° 42′ 19″ nord, 0° 39′ 00″ ouest |        | Classé     |      | Mosquée du Pacha.                                                  |
| Mosquée du Bey Mohamed el-Kébir                                    | Oran                       | Avenue de Tripoli                            | 35° 42′ 19″ nord, 0° 38′ 12″ ouest |        | Classé     | 1903 | Mosquée du Bey Mohamed el-Kébir                                    |
| Porte espagnole du château, dite Porte d'Espagne.                  | Oran                       | Entrée de la Casbah, quartier Sidi el Houari | 35° 42′ 07″ nord, 0° 39′ 16″ ouest |        | Classé     | 1906 | Porte espagnole du château, dite Porte d'Espagne.                  |
| Porte de la manutention militaire.                                 | Oran                       | Quartier de la Marine                        | 35° 42′ 29″ nord, 0° 39′ 17″ ouest |        | Classé     | 1907 | Image manquante Téléverser                                         |
| Dolmen                                                             | Tiaret                     |                                              | à géolocaliser                     |        | Classé     | 1900 | Image manquante Téléverser                                         |
| Grande Mosquée de Tlemcen                                          | Tlemcen                    |                                              | à géolocaliser                     |        | Classé     | 1900 | Grande Mosquée de Tlemcen                                          |
| Mosquée de Sidi-Aboul-Hacen                                        | Tlemcen                    |                                              | à géolocaliser                     |        | Classé     | 1900 | Mosquée de Sidi-Aboul-Hacen                                        |
| Mosquée de Sidi-el-Hallouy et dépendances                          | Tlemcen                    |                                              | à géolocaliser                     |        | Classé     | 1900 | Image manquante Téléverser                                         |
| Marabout de Sidi-Brahim                                            | Tlemcen                    |                                              | à géolocaliser                     |        | Classé     | 1911 | Image manquante Téléverser                                         |
| Mosquée de Ella-er-Toya                                            | Tlemcen                    | rue des Almolhades                           | à géolocaliser                     |        | Classé     | 1900 | Image manquante Téléverser                                         |
| Mosquée de Si-Senouci                                              | Tlemcen                    | rue de Mascara                               | à géolocaliser                     |        | Classé     | 1900 | Image manquante Téléverser                                         |
| Mosquée du Méchouar                                                | Tlemcen                    |                                              | à géolocaliser                     |        | Classé     | 1900 | Image manquante Téléverser                                         |
| Porte dite Bal-el-Khémis                                           | entre Tlemcen et Mansourah |                                              | à géolocaliser                     |        | Classé     | 1900 | Image manquante Téléverser                                         |
| Colonnes provenant de la mosquée de Mansourah                      | Tlemcen                    |                                              | à géolocaliser                     |        | Classé     | 1900 | Image manquante Téléverser                                         |
| Mosquée et minaret de Mansourah et dépendances                     | Tlemcen                    |                                              | à géolocaliser                     |        | Classé     | 1900 | Mosquée et minaret de Mansourah et dépendances                     |
| Porte de Mansourah                                                 | Tlemcen                    |                                              | à géolocaliser                     |        | Classé     | 1900 | Porte de Mansourah                                                 |
| Enceinte en pisé de Mansourah et ruines de la Meçalla              | Tlemcen                    |                                              | à géolocaliser                     |        | Classé     | 1900 | Image manquante Téléverser                                         |
| Restes des fortifications                                          | Tlemcen                    |                                              | à géolocaliser                     |        | Classé     | 1900 | Image manquante Téléverser                                         |